# Kara Monaco
Kara Monaco (Lakeland, 26 febbraio 1983) è una modella statunitense.

## Biografia
È stata la playmate del mese di Playboy nel giugno 2005 e playmate dell'anno nel 2006. Per questo ha vinto $100,000, una macchina e una bicicletta sportiva. Non è parente di Kelly Monaco (Miss Aprile 1997) e una delle sue migliori amiche è l'altra Playmate Tiffany Selby.
Kara Monaco è cresciuta ad Orlando. Prima di fare la playmate era una barista e anche modella di costumi da bagno e intimo in Florida. È apparsa anche in alcune riviste. Lavorava anche a Disneyworld, impersonando Cenerentola e Biancaneve. Nel 2004 Playboy la scelse come la barista più sexy e le dedicò la copertina di Girls of Summer nell'agosto 2004.
Dopo essere stata ospite del reality The Girls Next Door della E!, realizzò il calendario sexy 2006 in bikini blu Playmates at Play, a Las Vegas. Nel 2005, Kara è apparsa in un programma in videocassette di fitness ENVY, recitando con il nome di Vala l'insegnante per tonificare le gambe. Le altre insegnanti erano Martina Andrews, Brittany Lee, e CJ Gibson.

## Edizioni speciali di Playboy
- Playboy's Girls of Summer agosto 2004 (copertina).
- Playboy's Girls with girls agosto settembre 2004.
- Playboy's Lingerie settembre ottobre 2004.
- Playboy's Nudes ottobre 2004.